# Chlorophonia flavirostris
El clorofonia acollarada (Chlorophonia flavirostris) es una especie de ave en la familia Fringillidae (antiguamente en  Thraupidae). Es propia de América del Sur.

## Distribución y hábitat
Se la encuentra en Colombia, Ecuador, y Panamá.
Su hábitat natural son los bosques bajos húmedos subtropicales o tropicales y los bosques montanos húmedos subtropicales o tropicales.